# 高梨東太

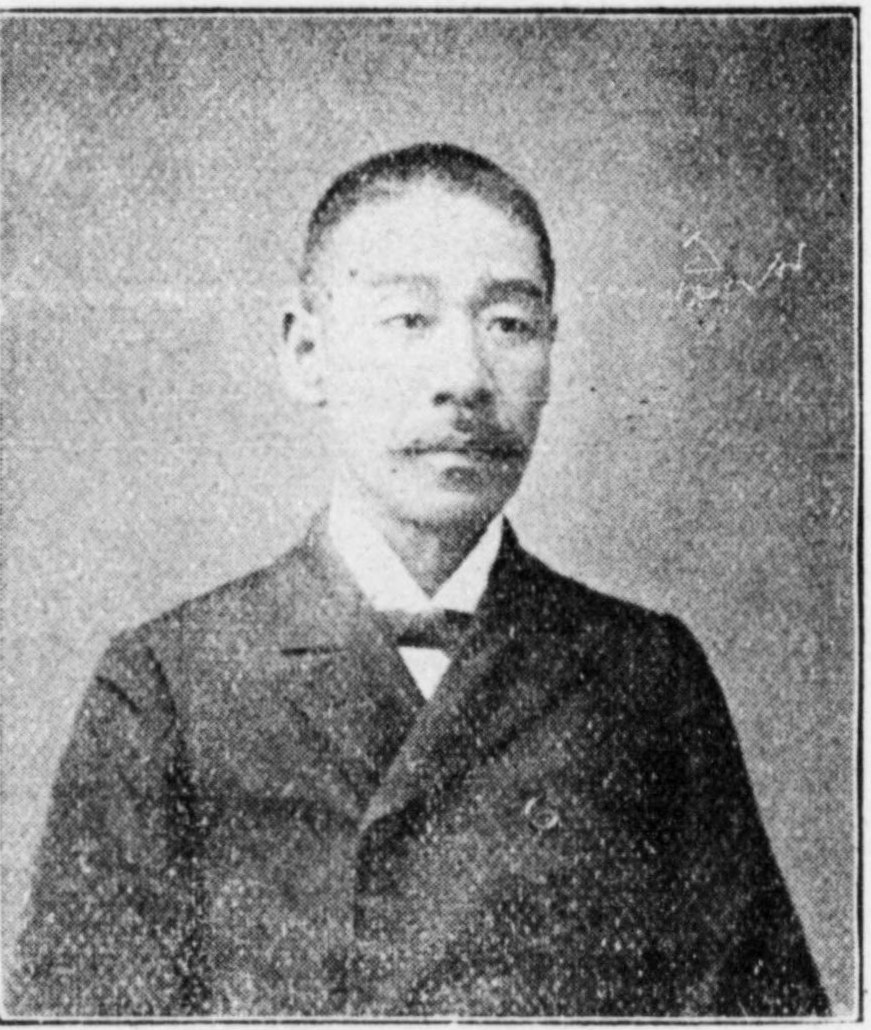
高梨東太

高梨 東太（たかなし とうた、1848年8月1日（嘉永元年7月3日） - 1919年（大正8年）10月2日）は、日本の政治家、衆議院議員（1期）。

## 経歴
福岡県出身。博多汽船(株)監査役、鉱業会社社員となる。
1902年の第7回衆議院議員総選挙において隠岐選挙区から立憲政友会公認で立候補して当選した。衆議院議員を1期務め、1903年の第8回衆議院議員総選挙で落選した。1919年に死去した。